# Жуков, Евгений Александрович (военный деятель)
Евгений Александрович Жуков (укр. Євгеній Олександрович Жуков; псевдоним: «Маршал», род. 15 июля 1986, Коломыя, Ивано-Франковская область) — украинский военный и государственный деятель, глава Патрульной полиции Украины, в прошлом — офицер ВСУ, десантник 79-й ОАЭМБр, участник войны на востоке Украины, «киборг» Донецкого аэропорта.

## Биография
Родился в Коломыи в Ивано-Франковской области в семье военного лётчика. Учился в местном лицее № 8. Стать военным десантником мечтал еще с детства. Первый прыжок с парашютом совершил еще в 14 лет.
Окончил Одесский институт сухопутных войск, где учился на факультете аэромобильных войск. Учился на одном потоке с будущим руководителем ГУР Кириллом Будановым, с которым у него сложились дружеские отношения. С 2007 года служил в 79-й отдельной аэромобильной бригаде (г. Николаев) в различных должностях от командира 3 взвода 2-й роты до заместителя командира 2-го десантно-штурмового батальона.
Участие в войне для Маршала началось в марте 2014 года, когда его подразделение выдвинулось в Херсонскую область для противодействия потенциальной агрессии со стороны российских военных, прибывавших в Крыму без опознавательных знаков. В начале мая десантники переместились в приграничный регион на территории Луганской области.
Летом 2014 участвовал в штурме населенного пункта Красный Лиман. После — Солнцево, Амбросиевка, Савур-Могила, Дьяково, Бирюково, Бобриково, Краснопартизанск, Свердловск, Довжанский, Зеленополье, Краснодон, Изварино.
6 августа 2014 года получил огненное осколочное ранение в лицо во время рейда украинских десантников тылами противника в ОРДЛО.
В октябре и ноябре 2014 года под личным руководством Жукова сводное подразделение сдерживало аэропорт Донецка.
4 декабря 2014 года Указом Президента Порошенко "За личное мужество и героизм, проявленные при защите государственного суверенитета и территориальной целостности Украины, верность воинской присяге, высокий профессионализм и в честь Дня Вооруженных сил Украины Евгений Жуков награжден орденом Богдана Хмельницкого 3-й степени.
14 сентября 2015 г. Жуков назначен заместителем начальника Департамента патрульной службы Украины. Свое решение Маршал прокомментировал в соцсети: «работа украинских патрульных, несомненно, тяжелая, но эти молодые люди готовы менять устаревшую систему, в их глазах горит огонь». Личный жетон Маршала в новой полиции — 00079 — это его дань уважения к родной 79-й ОАЭМБр.
19 сентября 2015 года Евгений Жуков удостоен звания «Народный Герой Украины» и награжден первой негосударственной наградой — орденом «Народный Герой Украины».
11 ноября 2015 года был назначен начальником департамента патрульной полиции Национальной полиции Украины.
Во время полномасштабной войны РФ с Украиной стал знаменит благодаря фразе «Потому, шо получили пи*ды!», ставшей крылатой. Так он комментировал причину поражения российских войск на севере Украины.